# 浦田賢治
浦田 賢治（うらた けんじ、1935年2月25日 - ）は、日本の法学者。専門は憲法。早稲田大学名誉教授。憲法学舎主宰。熊本県葦北郡佐敷町（現在の芦北町）出身。

## 来歴
- 1950年3月、熊本市立江原中学校卒業。
- 1953年3月、熊本県立熊本高等学校卒業。
- 1959年3月、早稲田大学第一法学部卒業。
- 1961年3月、同大学院法学研究科修士課程修了。
- 1964年3月、同博士課程単位取得退学(指導教授:有倉遼吉)。
- 1965年4月、同法学部専任講師。
- 1967年4月、同法学部助教授。
- 1972年4月、同法学部教授。
- 1974年5月、全国憲法研究会事務局長（1976年5月まで）。
- 1974年6月、早稲田大学評議員（1979年5月まで）。
- 1985年7月、日本学術会議会員（1994年7月まで）。
- 1998年6月より、国際反核法律家協会副会長。
- 2002年4月、スウェーデン・ルンド大学法学部客員教授（2003年3月まで）。
- 2005年3月、早稲田大学定年退職。早稲田大学名誉教授。
- 2005年4月、大宮法科大学院大学教授（2008年3月まで）。

## 主著
- 『現代憲法の認識と実践』日本評論社 1972年
- 『憲法の精神 きみたちはどう生きるか』日本評論社 1985年
- 『イギリス憲法』J.A.G.グリフィス, T.C.ハートレー共著 浦田ほか共訳 三省堂 1987年
- 『いまの日本の法は 君たちはどう学ぶか』日本評論社 1991年初版/2001年第3版
- 『プリマブック憲法』法律文化社 2000年初版/2005年第2版
- 『沖縄米軍基地法の現在』一粒社 2000年
- 『立憲主義・民主主義・平和主義』三省堂 2001年
- 『核不拡散から核廃絶へ 軍縮国際法において信義誠実の義務とは何か』日本評論社 2010年
- 『核抑止 国際法からの挑戦』日本評論社 2011年
- 『原発と核抑止の犯罪性 国際法・憲法・刑事法を読み解く』日本評論社 2012年